# コルキアーノ
コルキアーノ（伊: Corchiano）は、イタリア共和国ラツィオ州ヴィテルボ県にある、人口約3,600人の基礎自治体（コムーネ）。

## 地理

### 位置・広がり
ヴィテルボ県南東部のコムーネ。県都ヴィテルボから東南東へ22kmの距離にある。

#### 隣接コムーネ
隣接するコムーネは以下の通り。
- チーヴィタ・カステッラーナ
- ファブリカ・ディ・ローマ
- ガッレーゼ
- ヴィニャネッロ

### 気候分類・地震分類
コルキアーノにおけるイタリアの気候分類 (it) および度日は、zona D, 1769 GGである。
また、イタリアの地震リスク階級 (it) では、zona 3A (sismicità bassa) に分類される。